# Pieczurki
Pieczurki – część miasta Białystok, w województwie podlaskim.
Nieistniejąca dziś wieś w Polsce położona w województwie podlaskim, w powiecie grodzkim Białystok. Do 10 maja 1919 miejscowość należała administracyjnie do województwa białostockiego, następnie w granicach miasta Białystok. Nazwa Pieczurki funkcjonowała jako nieoficjalna nazwa części miasta, do momentu kiedy na mocy Uchwały nr X/76 Miejskiej Rady Narodowej w Białymstoku z dnia 30 XI 1959 r. W sprawie ustalenia dzielnic miasta Białegostoku powstała dzielnica o tej nazwie. W wyniku uchwały Rady Miejskiej nr XXXI/331/04 z dnia 25 października 2004 roku, zgodnie z którą Białystok został podzielony na 27 pomocniczych jednostek administracyjnych, nazwanych osiedlami, dzielnica Pieczurki została włączona w skład osiedla Wygoda. Obecnie na terenie miasta znajduje się ulica Pieczurki.